# Luca Grünwald
Luca Grünwald (Waldkraiburg, 10 de noviembre de 1994) es un expiloto de motociclismo alemán, que compitió en el Campeonato del Mundo de Motociclismo entre 2011 y 2018. Actualmente compite en Campeonato Mundial de Supersport 300 con la KTM RC390. Forma parte del equipo de ADAC Junior Cup, en el Campeonato IDM de 125GP, el Campeonato IDM de Moto3 donde ganó los títulos en 2010 y 2012 respectivamente, el IDM de Supersport, el IDM de Superstock 1000 y el IDM de Superbikes.

## Resultados

### Carreras por año
(Carreras en negrita indica pole position, carreras en cursiva indica vuelta rápida)
| Año  | Clase | Moto      | 1      | 2      | 3       | 4      | 5      | 6      | 7      | 8      | 9       | 10     | 11      | 12      | 13    | 14     | 15     | 16      | 17     | 18     | 19    | Pos. | Pts. |
| ---- | ----- | --------- | ------ | ------ | ------- | ------ | ------ | ------ | ------ | ------ | ------- | ------ | ------- | ------- | ----- | ------ | ------ | ------- | ------ | ------ | ----- | ---- | ---- |
| 2011 | 125cc | KTM       | QAT -  | SPA -  | POR -   | FRA -  | CAT -  | GBR -  | NED 18 | ITA -  | GER Ret | CZE 18 | IND -   | RSM -   | ARA - | JPN -  | AUS -  | MAL -   | VAL -  |        |       | NC   | 0    |
| 2012 | Moto3 | Honda     | QAT -  | SPA -  | POR -   | FRA -  | CAT -  | GBR -  | NED -  | GER 8  | ITA -   | IND -  | CZE 19  | RSM -   | ARA - | JPN -  | MAL -  | AUS -   | VAL -  |        |       | 8    | 27.º |
| 2013 | Moto3 | Kalex KTM | QAT -  | AME -  | SPA -   | FRA -  | ITA -  | CAT -  | NED -  | GER -  | IND -   | CZE -  | GBR -   | RSM -   | ARA - | MAL -  | AUS 22 | JPN Ret | VAL -  |        |       | 0    | -    |
| 2014 | Moto3 | Kalex KTM | QAT 22 | AME 23 | ARG Ret | SPA 26 | FRA 18 | ITA 16 | CAT 20 | NED 28 | GER 19  | IND 19 | CZE Ret | GBR DNS | RSM - | ARA 26 | JPN 21 | AUS 19  | MAL 16 | VAL 22 |       | 0    | -    |
| 2018 | Moto3 | KTM       | QAT -  | ARG -  | AME -   | SPA -  | FRA -  | ITA -  | CAT -  | NED -  | GER 20  | CZE -  | AUT -   | GBR -   | RSM - | ARA -  | THA -  | JPN -   | AUS -  | MAL -  | VAL - | 0    | -    |